# حمیدرضا قلیچ‌خانی
حمیدرضا قلیچ‌خانی (زادهٔ ۳۱ تیر ۱۳۴۷، تهران) خوشنویس، مورخ، نسخه‌پژوه، فرهنگ‌نویس و مصحح ایرانی است. او از چهره‌های معاصر در پژوهش‌های مربوط به تاریخ خوشنویسی، نسخه‌پردازی و هنرهای کتاب‌آرایی در ایران و شبه‌قاره به‌شمار می‌رود. وی همچنین عضو نهادها و کمیته‌های تخصصی داخلی و بین‌المللی در زمینهٔ نسخه‌های خطی و هنرهای اسلامی بوده است.

## تحصیلات
قلیچ‌خانی یادگیری خط نستعلیق را از سال ۱۳۶۳ نزد اویس وفسی آغاز کرد و در سال ۱۳۶۸ موفق به دریافت درجهٔ ممتاز از انجمن خوشنویسان ایران شد. در همان سال به دورهٔ فوق‌ممتاز غلامحسین امیرخانی راه یافت و همچنین خط ثلث را نزد سید محمد موحد حسینی فراگرفت.
او دارای مدرک کارشناسی در رشتهٔ تئاتر (ادبیات نمایشی) و همچنین کارشناسی و کارشناسی ارشد زبان و ادبیات فارسی است. قلیچ‌خانی تحصیلات دکتری خود را در دانشگاه دهلی (هند) با نگارش رساله‌ای با موضوع «مطالعهٔ هنر کتاب‌سازی و کتاب‌آرایی در اشعار سبک هندی (از عرفی شیرازی تا بیدل دهلوی)» به پایان رساند.

## فعالیت‌های علمی و فرهنگی
وی در طول چهار دهه فعالیت، مسئولیت‌های علمی و فرهنگی متعددی بر عهده داشته است، از جمله:
- داوری همایش بین‌المللی خوشنویسی جهان اسلام (۱۳۸۱)
- مدیریت طرح گردآوری احوال و آثار خوشنویسان ایران در ۲۵ جلد (۱۳۸۲ تا ۱۳۸۶)
- ریاست گروه علمی خوشنویسی در همایش بین‌المللی مکتب شیراز (۱۳۸۶ تا ۱۳۸۷)
- عضویت در پژوهشکدهٔ فرهنگستان هنر، شورای ارزیابی نسخه‌های خطّی سازمان اسناد و کتابخانه ملی ایران و موزهٔ خوشنویسی ایران
- عضویت در انجمن نسخه‌های خطی اسلامی (TIMA)، کمبریج (از ۱۳۸۷ تا ۱۴۰۰)
- دریافت بورس‌های پژوهشی از مؤسسه‌های BIPS (بریتانیا) و AIIS (آمریکا)
- برگزاری سخنرانی و کارگاه در دانشگاه‌های شیکاگو، هاروارد، کارولینای شمالی، جورج واشینگتن و پرتلند[۲]

## آثار و تألیفات
قلیچ‌خانی بیش از ۳۰ عنوان کتاب تألیف و تصحیح کرده که عمدتاً در زمینه‌های خوشنویسی، تاریخ هنر کتابت، نسخه‌شناسی و تصحیح متون کهن فارسی است. برخی از آثار او عبارت‌اند از:
- فرهنگ واژگان و اصطلاحات خوشنویسی و هنرهای وابسته (۱۳۷۳)
- رسالاتی در خوشنویسی و هنرهای وابسته (۱۳۷۳)
- درآمدی بر خوشنویسی ایرانی (۱۳۹۲)
- زرافشان: فرهنگ اصطلاحات خوشنویسی، کتاب‌آرایی و نسخه‌پردازی در شعر فارسی (۱۳۹۲)
- کاتبان شاهنامه (۱۳۹۶)
- خدمات کاتبان هندو به زبان و ادب فارسی (۱۳۹۵)

از جمله تصحیحات او از رسالات خوشنویسی ایرانی می‌توان نمونه‌های زیر را برشمرد:
- رسالهٔ آداب‌المشق باباشاه اصفهانی (۱۳۹۱)
- حیات خوشنویسان (۱۳۹۲)
- تحفهٔ درود (۱۴۰۱)[۸]
- تذکرهٔ خوشنویسان، هدایت‌الله سپهر، به انضمام تذکرهٔ خطاطان رحیم احتشام دیوان (۱۴۰۳)[۹]

نیز در همکاری با انتشارات پیکره تک‌نگاری‌هایی در شرح مختصر احوال و آثار خوشنویسان نظیر محمدحسین کشمیری، عبدالرشید دیلمی، اسدالله شیرازی، علی‌رضا عباسی، خلیل‌الله قلندر، خواجه اختیار منشی گنابادی، ابوالفضل ساوجی و امّ سلمه تألیف کرده است.
شماری از آثار او به زبان‌های انگلیسی و روسی نیز ترجمه شده‌اند، از جمله:
- ترجمهٔ روسی کتاب درآمدی بر خوشنویسی ایرانی (مسکو، ۲۰۱۹)
- ترجمهٔ انگلیسی فرهنگ اصطلاحات خوشنویسی توسط ربکا استنگل (Rebecca Stengel) و ویراستاری شروین فریدنژاد (انتشارات بریل، ۲۰۲۱)[۲][۱۰]

## نمایشگاه‌ها
حمیدرضا قلیچ‌خانی علاوه بر فعالیت در امر پژوهش به کار عملی در هنر و خوشنویسی نیز مشغول است. برخی از نمایشگاه‌های انفرادی یا گروهی او عبارت‌اند از:
- نمایشگاه انفرادی خوشنویسی در گالری انجمن خوشنویسان ایران، تهران (۱۳۶۹)
- نمایشگاه انفرادی خوشنویسی، کراچی، پاکستان (۱۳۷۲)
- نمایشگاه گروهی، استادان نستعلیق، موزهٔ هنرهای معاصر تهران (۱۳۸۱)
- نمایشگاه انفرادی نقاشیخط با عنوان «هو»، گالری فرمانفرما، تهران (۱۳۹۸)[۲][۱۲]
- نمایشگاه انفرادی خوشنویسی با عنوان «این نیز بگذرد» به نمایشگاه‌گردانی وحید معینی، گالری شکوه، تهران (۱۴۰۲)[۱۳][۱۴][۱۵]